# Biberach an der Riß
Biberach an der Riß – miasto powiatowe w Niemczech, w kraju związkowym Badenia-Wirtembergia, w rejencji Tybinga, w regionie Donau-Iller, siedziba powiatu Biberach, oraz wspólnoty administracyjnej Biberach an der Riß. Leży w Górnej Szwabii, nad rzeką Riß, ok. 40 km na południowy zachód od Ulm.
W mieście znajduje się stacja kolejowa Biberach (Riß).

## Historia
Pierwsza wzmianka o Biberach pochodzi z roku 1083. Około 1170 miejscowość zakupił od miejscowych panów cesarz Fryderyk I Barbarossa, po około 20 latach nadał on jej prawa miejskie. W 1488 cesarz Fryderyk III Habsburg nadał miastu obecny herb. W II połowie XV wieku stało się ono ośrodkiem handlu barchanem. W 1516 roku 106 domów zostało zniszczonych podczas pożaru południowej części miasta. Od 1548 tutejszy kościół św. Marcina jest współużytkowany przez katolików i protestantów jako świątynia symultaniczna. Podczas wojny trzydziestoletniej Biberach był okupowany przez ponad 20 lat przez wojska cesarskie, francuskie i szwedzkie, co skutkowało wybuchem zarazy w roku 1635. Po pokoju westfalskim w urzędach wprowadzono parytet wyznaniowy. W 1796 i 1800, podczas wojen napoleońskich, pod miastem miały miejsce bitwy między wojskami francuskimi i austriackimi. W 1849 otwarto linię kolejową łączącą Biberach z Ravensburgiem, a rok później z Ulm. W 1862 uruchomiono pierwszą gazownię. W 1938 powołano powiat Biberach. 12 kwietnia 1945 miał miejsce nalot wojsk alianckich na centrum miejscowości, 10 dni później została ona zdobyta przez Francuzów.

## Dzielnice
- Stafflangen (od 1972),
- Ringschnait (od 1972),
- Rißegg (od 1974),
- Mettenberg (od 1975)[2].

## Miasta partnerskie
- Valence, Francja
- Tendring, Essex, Wielka Brytania
- Asti, Włochy
- Świdnica, Polska
- Telawi, Gruzja
- Wyspy Normandzkie, Guernsey

## Przypisy

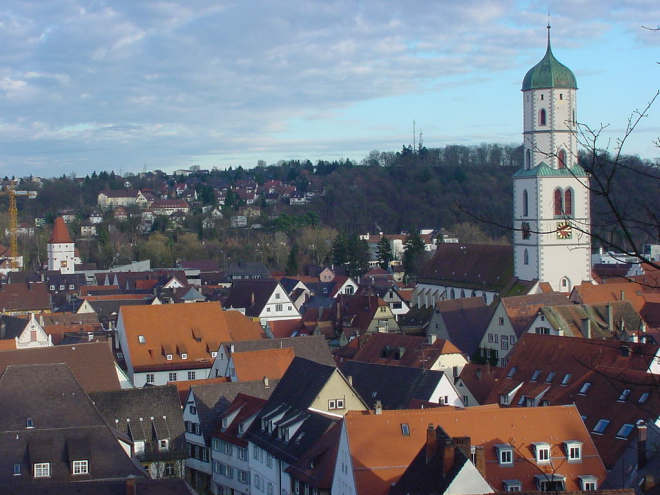
Stare Miasto

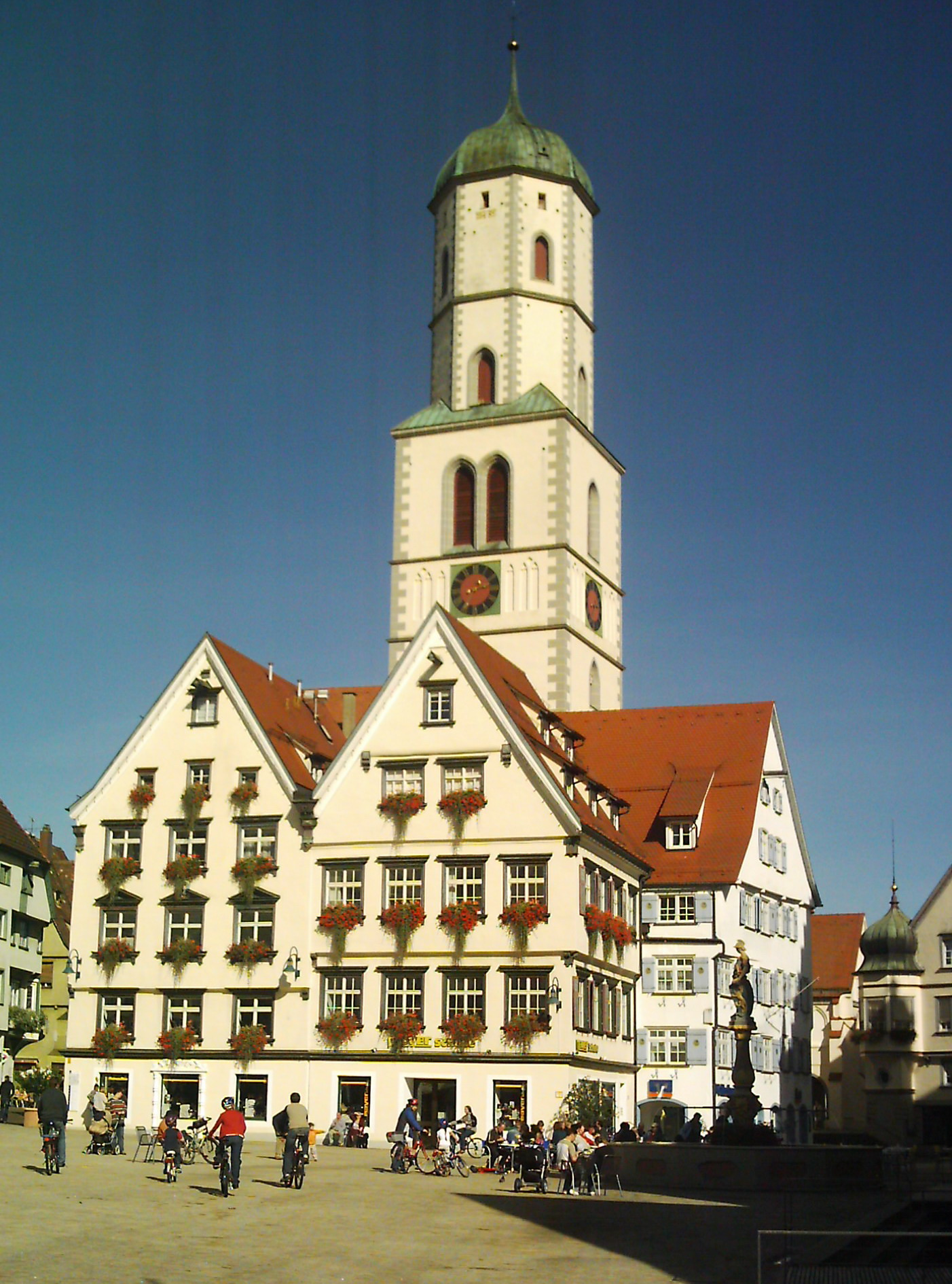
Rynek